# 773-as busz
A 773-as számú elővárosi autóbusz Budapest, Kelenföld vasútállomás és Budajenő, Petőfi Sándor utca  között közlekedik a 774-es busz betétjárataként. A járatot a MÁV Személyszállítási Zrt. üzemelteti.

## Története
A járat 2024. június 24-én indult a 778-as busz (2009-2024) megszűnésével.

## Megállóhelyei
| 0                             | Budapest, Kelenföld vasútállomás végállomás                         | ∫  | ∫  | 1, 19, 49 8E, 40, 40B, 40E, 53, 58, 87, 87A, 88, 88A, 101B, 101E, 108E, 141, 150, 150B, 153, 154, 172, 173, 187, 188, 188E, 250, 250B, 251, 251A, 251E, 272 689, 691, 710, 712, 715, 720, 722, 724, 725, 727, 732, 734, 735, 736, 760, 762, 763, 764, 767, 770, 774, 775, 777, 779, 798, 799 S10 G10 S12 S30 Z30 S34 S35 S36 S40 G40 Z40 S42 Z42 G43 G44 IC, EC, EN, sebesvonat, gyorsvonat, expresszvonat, |
| ∫                             | Budapest, Kelenföld vasútállomás (Őrmező) (csak leszállás céljából) | 15 | 15 | 8E, 40, 40B, 40E, 53, 58, 87, 87A, 88, 88A, 101B, 101E, 108E, 141, 150, 150B, 153, 154, 172, 173, 187, 188, 188E, 250, 250B, 251, 251A, 251E, 272 764 S10 G10 S12 S30 Z30 S34 S35 S36 S40 G40 Z40 S42 Z42 G43 G44 IC, EC, EN, sebesvonat, gyorsvonat, expresszvonat, |
| ∫                             | Budapest, Sasadi út (csak leszállás céljából)                       | 14 | 14 | 8E, 40, 40B, 40E, 53, 87, 88, 88A, 108E, 139, 140, 140A, 150, 153, 154, 172, 173, 187, 188, 188E, 240, 272 764 1172, 1173, 1174, 1175, 1176, 1177, 1183, 1184, 1185, 1188, 1189, 1190, 1193, 1194, 1201, 1205, 1212, 1215, 1216, 1229, 1251, 1253, 1254, 1257, 1268 |
| Budapest közigazgatási határa |                                                                     |    |    | |
| 1                             | Páty, Töki utca                                                     | 13 | 13 | 774, 781, 783, 784, 785, 786, 787, 789, 791 922B |
| 2                             | Páty, Iskola utca                                                   | 12 | 12 | 774, 781, 782, 783, 784, 785, 786, 787, 789, 791 922B |
| 3                             | Páty, Telki elágazás                                                | 11 | 11 | 774, 781, 782, 783, 784, 785, 786, 787, 789, 791 922B |
| 4                             | Páty, Arany János utca                                              | 10 | 10 | 774, 789 922B |
| 5                             | Páty, Erdészház                                                     | 9  | 9  | 774, 789 922B |
| 6                             | Pátyi elágazás                                                      | 8  | 8  | 774, 789, 793, 794, 795 922B |
| 7                             | Telki, Hóvirág utca                                                 | 7  | 7  | 774, 789, 793, 794, 795 922B |
| 8                             | Telki, Ófalu                                                        | 6  | 6  | 774, 789, 793, 794, 795 922B |
| 9                             | Telki, Rákóczi Ferenc utca                                          | 5  | 5  | 774, 789, 793, 794, 795 922B |
| 10                            | Telki, Muskátli utca                                                | 4  | 4  | 774, 789, 793, 794, 795 922B |
| 11                            | Telki, Újfalu                                                       | 3  | 3  | 774, 789, 793, 794, 795 922B |
| 12                            | Budajenő, Posta                                                     | 2  | 2  | 774, 789, 793, 794, 795 922B |
| 13                            | Budajenő, Petőfi Sándor utca végállomás                             | 0  | 0  | 774, 789, 793, 794, 795 922B |